# 몰비츠 전투
몰비츠 전투는 1741년 4월 10일 오스트리아와 프로이센 사이에서 벌어진 전투이다. 이 전투는 프로이센의 새로운 왕 프리드리히 2세(Frederick II)의 첫 전투로 양측은 수많은 군사적 실수를 저질렀지만, 훗날 대왕이라 불리게 된 프리드리히는 승리를 손에 넣을 수 있었다. 이 전투는 프로이센으로 하여금 그들이 새로 얻은 영토 슐레지엔(Silesia)의 영유권을 공고히 하였으며, 프리드리히 대왕에게 귀중한 군사적 경험을 주었다.

## 배경
마리아 테레지아(Maria Theresa)가 보헤미아(체코)와 헝가리 왕국의 국왕으로 즉위하자 프리드리히 2세는 그의 왕국에 필요한 영토와 인구를 확보할 수 있는 슐레지엔 지방(체코 왕국의 일부)을 공략하여 합병할 수 있는 기회를 포착하였다. 프리드리히는 기습을 가하여 슐레지엔 전역을 장악했다. 프로이센 군대는 겨울 숙영지에 머무르고 있었는데, 마리아 테레지아가 빼앗긴 슐레지엔을 탈환하고 그녀의 왕권을 공고히 하기 위해 빌헬름 라인하르트 폰 나이페르크(Wilhelm Reinhard von Neipperg) 휘하의 20,000명 병력을 파견했을 때에도 손쉽게 슐레지엔을 장악할 수 있을 것이라고 기대하고 있었다.

## 북방으로의 진군
나이페르크가 지휘하는 군대는 프리드리히 대왕이 슐레지엔에 머물고 있음에도 프로이센 군대의 경계가 허술해져 있다는 것을 완전히 파악하고 있었다. 나이페르크의 군대는 북쪽으로 빠르게 진군하는 프리드리히와 그의 군대를 따라 행군하기 시작했고, 이는 소규모 프로이센 군대에게 공격받고 있었으나 아직 함락되지 않은 나이세(Neisse)를 구원하기 위함이기도 했다. 나이페르크와 프리드리히는 도시에 먼저 도착하기 위해 나란히 경쟁을 하기 시작했다. 날씨는 양측 모두에게 끔찍할 정도로 가혹했으나 나이페르크는 나이세에 먼저 도착하는 데 성공하여 숙영지를 세우는 데 성공하였다. 프리드리히 2세와 그의 전군은 이제 배후에 오스트리아의 대군을 두개 되었고, 이들은 프로이센 왕국과 프로이센군 본대의 사이에 위치하여 프로이센군의 보급과 연락망을 끊어버렸다. 양측은 이제 전투를 피할 수 없음을 깨닫게 되었다.

## 프로이센의 준비
오스트리아 포로로부터 얻은 정보로 인해 프리드리히는 몰비츠에 있는 나이페르크의 군대의 정확한 위치와 포진을 추측할 수 있었다. 아침 안개와 눈은 프리드리히의 군대가 나이페르크 진영에 2천보 정도에 도달하는 동안 적의 시야로부터 프로이센군을 보호해 주었다. 많은 장군들은 이제 적의 진영에 돌격을 감행하여 오스트리아군을 궤주시키라는 명령을 받을 것으로 예상하였으나 프리드리히는 이전에 단 한 번의 전역이나, 전투도 경험해 본 적이 없기 때문에, 돌격명령 대신 전열을 짜라는 명령을 내렸다. 이때 많은 눈이 내리고 있었기 때문에 눈으로 인해 시야가 가려졌고 프리드리히는 강과 자신의 우익부대와의 거리를 잘못 계산하였다. 프리드리히는 군대 일부를 강의 뒤에 배치하였고, 이때문에 이들은 전투에 참여할 수 없게 되었다. 우익의 일부 부대는 프로이센군의 전위와 후방의 전열 사이에 수직으로 배치되었다. 슈베린(Schwerin)은 병력을 배치하기에 앞서 프리드리히가 거리를 잘못 계산하였다고 조언하였으나 무시당했다.

## 오스트리아의 준비
나이페르크는 잠을 자던 도중 자신의 막사에 있는 창을 통해 바깥을 내다보다가 프리드리히의 군대를 발견하게 되었고, 이때 휘하의 병사들은 대부분 잠들어 있었다. 당시 오스트리아군의 전군은 북서쪽으로 프로이센군과 마주보고 있었다. 오스트리아군은 재빨리 일어나 재빨리 진영을 나와 밀집 진형을 구축하였다. 결과적으로 오후 1시쯤 돼서 양측은 전열을 구축할 수 있었고 서로 전투를 벌일 준비가 되었다.

## 전투
프로이센군은 양 측면에서 오스트리아군을 향해 진군하였다. 그러나 약 4,500명에서 5,000명 정도 되는 오스트리아 6 기병연대는 프로이센군의 우익 기병대에 돌격을 감행하여 이들을 분산시켰다. 이로 인해 프로이센군의 측면 방어는 뚫려버렸고 오스트리아 기병대는 무방비 상태의 보병대에 돌격했다. 프리드리히 휘하의 프로이센군 사령관 슈베린은 프로이센군이 거의 패배상황에 빠져 있기 때문에 프리드리히 2세에게 전장에서 물러날 것을 조언했다. 그리고 왕은 슈베린의 조언을 받아들여 전투 중에 유탄에 맞을 뻔 하거나 포로로 잡힐 상황에 몰리다가 간신히 퇴각하는 데 성공하였다. 많은 역사가들은 경험이 많은 슈베린이 지금 상황을 타개하기 위해서는 자신이 지휘를 맡을 필요가 있다고 생각했기 때문에 프리드리히에게 물러날 것을 조언했다고 믿는다. 전위와 후방 사이에 수직으로 배치된 프로이센 보병대들은 오스트리아 기병대들이 프로이센군의 측면을 공격하자 프리드리히 1세가 철저하게 훈련시킨 바대로 일제사격을 퍼부었으나 도리어 아군을 오인사살 하는 등 극도로 혼란스러운 상황이 벌어졌고, 이로 인해 엄청난 사상자가 발생하였다. 그러던 중 오스트리아 기병 사령관 뢰머(Römer)는 프로이센군이 쏜 유탄을 머리에 맞아 치명상을 입었고, 양익의 사령관 모두 전사하고 말았다. 이 상황을 보고 한 장교가 슈베린에게 프로이센군이 어디로 퇴각해야 하는지 물었고, 슈베린은 이 물음에 대하여 유명한 대답을 하였다. "우리는 적의 본대를 넘어 퇴각한다." 그리고 프로이센의 우익에서 상황이 역전되기 시작했다. 오스트리아군이 좌측에 감행한 두 번째 공격은 격퇴당했고 슈베린은 프로이센 전군에 전진명령을 내렸다. 프로이센 보병대는 오스트리아군 전열과 전투를 벌였다. 프로이센 부대는 당시 가장 잘 훈련된 보병대였기에 플린트록 머스킷총(flintlock muskets)으로 분당 4에서 5발의 사격을 할 수 있었고, 이를 통해 오스트리아군을 압도할 수 있었다. 곧 오스트리아군은 전장에서 무너져 궤주하기 시작했고, 프리드리히 대왕은 승리를 거둘 수 있었다.

## 영향
이 전투는 사실상 야전 사령관 슈베린의 덕이었다. 프로이센 왕은 오스트리아의 승기가 보이자 전장에서 물러나고 말았다. 후에 프리드리히 대왕은 결코 자신의 군대를 남겨두고 전장을 떠나지 않겠다고 맹세했고 18세기 말 세상을 떠날 때까지 이 맹세를 굳건히 지켜나갔다. 프리드리히 대왕은 신성로마제국으로부터 슐레지엔 지방을 합병하는 데 성공하였고, 몰비츠에서 그 무엇과도 비교할 수 없는 중요한 교훈을 얻었다. "몰비츠는 나의 학교"라는 프리드리히 대왕의 말은 후세에 흔히 인용되곤 한다. 프리드리히는 몇 가지 실수를 하였으나, 정예화된 그의 병사들의 활약으로 승리를 거둘 수 있었다. 이때부터 프리드리히는 공세적인 전략을 취하였고, 그의 전군이 공세적인 움직임을 보일 수 있도록 훈련시켰다. 프리드리히는 자신의 기병대들이 움직이지 않을 때 적의 돌격을 받지 않게 하기 위해 항상 기병대에게 빠른 돌격명령을 내리곤 하였다. 프리드리히는 소규모 교전과 정찰에 활용되는 경기병인 후사르(Hussars)를 매우 다양하게 사용하였다. 후에 "프로이센군은 항상 공격한다."라는 프리드리히 대왕의 말 역시 흔히 인용되곤 한다.

### 참고 서적
- Chandler, David. The Art of Warfare in the Age of Marlborough. Spellmount Limited, (1990). ISBN 0-946771-42-1
- Citino, Robert M. The German Way of War: From the Thirty Years War to the Third Reich. University Press of Kansas. Lawrence, KS, (2005). ISBN 0-7006-1410-9